# Brian Bevan (cầu thủ bóng đá)
Brian Bevan (sinh ngày 20 tháng 3 năm 1937) là một cựu cầu thủ bóng đá người Anh thi đấu ở vị trí tiền vệ chạy cánh trái ở Football League. Ông sinh ra ở Bristol.